# Lijst van diskjockeys op NPO FunX
Dit is een lijst met de huidige en voormalige diskjockeys en presentatoren op het Nederlandse publieke radiostation NPO FunX.
Legenda
-  = Actieve diskjockeys zijn voorzien van een gekleurd blokje.
- Jaartallen betreffen alleen dj-werk (geen werk als sidekick of productie).

## A
|  | Naam        | Periode(s) | Opmerkingen |
|  | ----------- | ---------- | ----------- |
|  | Chris Alain |            |             |

## B
|  | Naam            | Periode(s) | Opmerkingen |
|  | --------------- | ---------- | ----------- |
|  | Nordin Besling  | 2023–      |             |
|  | Sander Bellekom |            |             |
|  | Vonneke Bonneke |            |             |
|  | Dyantha Brooks  |            |             |

## C
|  | Naam         | Periode(s) | Opmerkingen |
|  | ------------ | ---------- | ----------- |
|  | Sagid Carter |            |             |
|  | Cartiez      |            |             |
|  | Eva Cleven   |            |             |

## F
|  | Naam     | Periode(s) | Opmerkingen |
|  | -------- | ---------- | ----------- |
|  | DJ Flava |            |             |

## G
|  | Naam              | Periode(s) | Opmerkingen |
|  | ----------------- | ---------- | ----------- |
|  | Maarten Geerlings |            |             |
|  | Reinout van Gendt |            | Als Q-bah   |
|  | Natasja Gibbs     |            |             |
|  | Imani Goncalves   |            |             |
|  | Patricia Gruber   |            |             |

## H
|  | Naam               | Periode(s) | Opmerkingen |
|  | ------------------ | ---------- | ----------- |
|  | Fernando Halman    | 2009–      |             |
|  | Tannaz Hajeby      | 2016–2023  |             |
|  | Giorgio Hokstam    | 2017–2021  |             |
|  | Niels Hoogland     |            |             |
|  | Angelique Houtveen | 2016       |             |

## J
|  | Naam          | Periode(s) | Opmerkingen |
|  | ------------- | ---------- | ----------- |
|  | Ingrid Jansen |            |             |
|  | Jayh Jawson   |            |             |
|  | Lucky Jones   |            |             |

## K
|  | Naam                | Periode(s) | Opmerkingen |
|  | ------------------- | ---------- | ----------- |
|  | Hans Kempen         |            |             |
|  | Mahi Khalesi        |            |             |
|  | Quincy Kompier      |            |             |
|  | Jean-Marc Koorndijk |            |             |
|  | Youssef Koukouh     |            |             |
|  | Shay Kreuger        |            |             |

## M
|  | Naam                  | Periode(s) | Opmerkingen |
|  | --------------------- | ---------- | ----------- |
|  | Gilly Mangkoewihardjo |            |             |
|  | Hassan El Maroudi     |            |             |
|  | Ajouad El Miloudi     |            |             |
|  | Freddy Moreira        |            |             |
|  | One'sy Muller         | 2006–2016  |             |

## O
|  | Naam             | Periode(s) | Opmerkingen |
|  | ---------------- | ---------- | ----------- |
|  | Derek Otte       |            |             |
|  | Morad El Ouakili | 2009–2020  |             |

## P
|  | Naam              | Periode(s) | Opmerkingen |
|  | ----------------- | ---------- | ----------- |
|  | Dinja Pannebakker |            |             |
|  | Serginio Piqué    |            |             |
|  | Susanne Potiek    |            |             |
|  | DJ Prime          |            |             |

## R
|  | Naam             | Periode(s) | Opmerkingen |
|  | ---------------- | ---------- | ----------- |
|  | Rutger Radstaake |            |             |
|  | Robin Roxette    |            |             |
|  | Rugged           |            |             |
|  | Jaimy de Ruijter |            |             |

## S
|  | Naam               | Periode(s) | Opmerkingen |
|  | ------------------ | ---------- | ----------- |
|  | Donna Senders      |            |             |
|  | Dulci Soares Brito |            |             |
|  | Chanel Soeleman    |            |             |
|  | Serkan Soytekin    |            |             |
|  | DJ Superior        |            |             |

## T
|  | Naam                | Periode(s) | Opmerkingen |
|  | ------------------- | ---------- | ----------- |
|  | Ouassima Tajmout    |            |             |
|  | The Partysquad      |            |             |
|  | Riza Tisserand      |            |             |
|  | Isabel Tjang A Tjoi |            |             |

## W
|  | Naam           | Periode(s) | Opmerkingen |
|  | -------------- | ---------- | ----------- |
|  | DJ Waxfiend    |            |             |
|  | DJ Wef         |            |             |
|  | Merel Wielaert |            |             |